# Ogcodes pallidipennis
Ogcodes pallidipennis este o specie de muște din genul Ogcodes, familia Acroceridae. A fost descrisă pentru prima dată de Friedrich Hermann Loew în anul 1866. Conform Catalogue of Life specia Ogcodes pallidipennis nu are subspecii cunoscute.